# Helga Elsner Torres
Helga Elsner Torres es una artista multidisciplinaria peruana, centrada en temas de migración, trabajo y justicia social. Su obra abarca diversas disciplinas, incluyendo la instalación, el videoarte, la performance y la escritura.
Ha desarrollado proyectos que exploran la intersección entre lo personal y lo político, abordando cuestiones de identidad, memoria colectiva y contextos de trabajo en el mundo contemporáneo.

## Biografía
Nacida en Perú, se trasladó a Berlín, Alemania, donde estableció su práctica artística y se convirtió en una figura destacada en la escena cultural de la ciudad. Su trabajo ha sido exhibido internacionalmente en espacios como SAVVY Contemporary (Berlín), y ha participado en residencias artísticas en instituciones como la Fundación Armando Alvares Penteado (FAAP) en São Paulo, Brasil.

## Obra
- Labor: An Invitation to Action - A Basis for Hope, presentado en SAVVY Contemporary (2024), proyecto en el que reflexiona sobre la ética laboral y la sostenibilidad en el contexto de las artes. Busca cuestionar la relación entre trabajo, producción artística y comunidad, proponiendo espacios de reflexión y acción colectiva.[3]
- Residencia en FAAP (São Paulo). Durante su residencia en la Fundación Armando Alvares Penteado (FAAP), Helga exploró las dinámicas de trabajo y precarización desde una perspectiva latinoamericana, produciendo instalaciones que dialogan con el contexto social brasileño. [4]
- Goethe-Institut. Ha colaborado con el Goethe-Institut en varios proyectos, como HUMANIDAD - ¡Todo lo humano nos concierne! y otros programas dedicados a la reflexión sobre la memoria colectiva y la justicia social en contextos globales. [6]
- LANDSCAPE: Kunst im Kontext. En el marco del proyecto LANDSCAPE: Kunst im Kontext organizado por la Universidad de las Artes de Berlín (UdK), participó en una serie de intervenciones artísticas centradas en el diálogo entre la naturaleza y la migración. La propuesta abordó la superposición de paisajes físicos y simbólicos en contextos de desplazamiento, fomentando reflexiones críticas sobre la conexión entre territorio y pertenencia.[7]

## Reconocimientos
Ha sido reconocida por su trabajo en Berlín, donde su práctica artística ha tenido un impacto significativo en el contexto de la diáspora latinoamericana. También ha sido mencionada en el Newsletter del distrito de Pankow, destacando su colaboración en proyectos comunitarios y de arte contemporáneo.